# Rudolf Weigand
Rudolf Weigand (* 16. Februar 1929 in Rannungen; † 21. Juni 1998 in Würzburg) war ein deutscher römisch-katholischer Priester und Kirchenrechtler.

## Beruflicher Werdegang
Weigand besuchte als Alumne das Bischöfliche Knabenseminar Kilianeum am Alten Gymnasium in Würzburg. Nach dem Abitur nahm er im Jahre 1948 das Studium der katholischen Theologie an der Julius-Maximilians-Universität Würzburg auf. Gleichzeitig trat er in das dortige Priesterseminar ein. 1949 trat er dort der katholischen Studentenverbindung W.K.St.V. Unitas Hetania bei. Nach Studien in Würzburg und München legte er im Jahre 1952 die theologische Abschlussprüfung ab. Am 19. Juli 1953 wurde Weigand von Bischof Julius Döpfner zum Priester geweiht. Es folgte eine Zeit seelsorglicher Tätigkeit in verschiedenen Orten seiner Heimatdiözese. 1956 wurde ihm die Kuratie Maidbronn übertragen. 
Weigand wurde von Ernst Rösser, dem damaligen Ordinarius für Kirchenrecht an der Universität Würzburg, aufgrund einer rechtsgeschichtlichen Untersuchung zur bedingten Eheschließung promoviert, die er Ende 1960 der Fakultät als Dissertation vorlegte und 1963 unter dem Titel „Die bedingte Eheschließung im kanonischen Recht. I. Teil: Die Entwicklung der bedingten Eheschließung im kanonischen Recht. Ein Beitrag zur Geschichte der Kanonistik von Gratian bis Gregor IX.“ im Max Huebere Verlag, München 1963 veröffentlichte. Ein zweiter Teil erschien 1980. Bereits seit 1961 für ein Aufbaustudium am Kanonistischen Institut München freigestellt, promovierte er 1963 erneut mit einer Arbeit zur bedingten Eheschließung, nun aber unter systematischen Gesichtspunkten, zum Lizenziaten des kanonischen Rechts. Zurückgekehrt nach Würzburg habilitierte sich Wrigand im Jahre 1966. In seiner Habilitationsschrift befasste er sich mit der Naturrechtslehre der Dekretisten und Legisten. Am 10. Oktober 1968 wurde Weigand zum Ordinarius für Kirchenrecht und Kirchenrechtsgeschichte an der Katholisch-Theologischen Fakultät der Universität Würzburg ernannt. Ihr blieb er bis zu seiner Emeritierung am 31. März 1997 in Treue verbunden. 
Sein wissenschaftliches Engagement reichte weit über seine Universität hinaus: So war Weigand seit 1964 Mitglied des Institute of Medieval Canon Law, seit der Gründung 1975 Mitglied in der Arbeitsgemeinschaft Fachvertreter Kirchenrecht und seit 1983 Mitglied des Stiftungsrates der Katholischen Universität Eichstätt. Zusätzlich übernahm er regelmäßig einen Lehrauftrag für die Geschichte der Quellen des kanonischen Rechts im Rahmen des 1992 an der Universität Münster errichteten kanonistischen Aufbaustudienganges. 
Weigand war neben seiner akademischen Tätigkeit stets als Priester tätig und eng mit der Diözese Würzburg verbunden. Sinnenfälligster Ausdruck dessen ist seine neben den Lehrverpflichtungen wahrgenommene Tätigkeit als Regens des Priesterseminars (1969–1976). Ein besonderes Anliegen war ihm seit 1989 die Mitarbeit in der 'Bilateralen Arbeitsgruppe der Deutschen Bischofskonferenz und der Kirchenleitung der VELKD'. Darüber hinaus war er ein führendes Mitglied der Schönstattbewegung. Ihr war er bereits 1953 beigetreten und sie war ihm stets geistliche Heimat. Seitens der Kirche wurde sein Wirken durch die Ernennung zum päpstlichen Ehrenprälaten (1989) gewürdigt.

## Werke (Auswahl)
- Die bedingte Eheschließung im kanonischen Recht. I. Teil: Die Entwicklung der bedingten Eheschließung im kanonischen Recht. Ein Beitrag zur Geschichte der Kanonistik von Gratian bis Gregor IX. (= Münchener theologische Studien. 3, Kanonistische Abteilung 16). Max Hueber Verlag, München 1963.
- Die Naturrechtslehre der Legisten und Dekretisten von Irnerius bis Accursius und von Gratian bis Johannes Teutonicus, 1967.
- Die bedingte Eheschließung im kanonischen Recht. Band II: Zur weiteren Geschichte der bedingten Eheschließung. Rechtstheorie, Rechtsdogmatik, Rechtsvergleich (= Münchener theologische Studien. 3, Kanonistische Abteilung 39). Eos Verlag, St Ottilien 1980.
- Gesammelte Schriften zur klassischen Kanonisitk von Franz Gillmann (Forschungen zur Kirchenrechtswissenschaft 5/1-5/3), 1988 und 1993.
- Die Glossen zum Dekret Gratians. Studien zu den frühen Glossen und Glossenkompositionen, 1991.
- Krieg und Frieden in den Rechtssammlungen des Ivo von Chartres (Beiträge zur Friedensethik 13), 1992.
- Liebe und Ehe im Mittelalter, 1993.
- Glossatoren des Dekrets Gratians (Bibliotheca Eruditorum 18), 1997.